# Way Pring
Way Pring is een bestuurslaag in het regentschap Tanggamus van de provincie Lampung, Indonesië. Way Pring telt 1612 inwoners (volkstelling 2010).